# Jan van Bourgondië (1415-1491)
Jan van Bourgondië (Clamecy, kort voor 20 oktober 1415 - Nevers, 25 september 1491) was graaf van Nevers, Rethel (1464-1491) en Eu (1472-1477), en zoon van Filips van Nevers, graaf van Nevers en Rethel, en Bonne van Artesië.

## Biografie
Jan werd in oktober 1415 geboren te Clamecy, enkele dagen voordat zijn vader sneuvelde in de Slag bij Azincourt (25 oktober). Hoewel vele genealogen de geboorte van Jan op 25 oktober 1415 plaatsen (de overlijdensdag van zijn vader), toont de Bourgondische boekhouding echter aan dat hij op 21 oktober al geboren was, omdat op die dag Jan zonder Vrees, zijn oom en peter, voor zijn doop in Clamecy verbleef. Daarenboven preciseert een andere document uit het Bourgondische archief dat op 20 oktober de hertog Argilly verliet:

pour aller à Clamecy, au baptisement du filz de Monseigneur le conte de Nevers nouvellement né
om naar Clamecy te gaan, naar de doop van de nieuwgeboren zoon van meneer de graaf van Nevers.

Daar hij een jongere zoon was, moest hij er niet op hopen een grote erfenis te ontvangen, en zijn overgrootvader Jan I van Berry (grootvader langs moederskant van Bonne van Artesië) vermaakte aan hem het graafschap Étampes. Deze laatste stierf in 1416, maar de Raad van de koning van Frankrijk betwistte het legaat en annuleerde het door middel van een proces. Nadat het graafschap terug was toegevoegd aan het koninklijk domein, werd het graafschap in 1421 in leen gegeven aan Richard van Bretagne.
Jan vocht in het leger van zijn neef Filips III de Goede, hertog van Bourgondië en was actief in Picardië (1434), in Calais (1436), in Luxemburg (1443) en in Vlaanderen (1453), maar hij kreeg een verschrikkelijke ruzie met de erfzoon, Karel de Stoute en liep over naar het kamp van Lodewijk XI van Frankrijk.
Toen zijn broer Karel van Bourgondië, in 1464, overleed, erfde Jan de graafschappen Nevers en Rethel.
In 1465 was hij een partizaan en een steun voor Lodewijk XI tegen de Ligue du Bien Public. Op 10 augustus, tijdens het beleg van Parijs, benoemde Lodewijk XI hem tot luitenant-generaal voor de duur van zijn verblijf in Normandië teneinde er troepen te lichten. Hij verving op deze post de verdacht geraakte Karel de Melun, van wie de koning vreesde dat hij samenspande met enkele van de opstandige vorsten. Door hun energieke houding slaagden, graaf Jan en de provoost van de handelaars Hendrik de Livres erin te vermijden dat bepaalde notabelen de stad uitleverden aan de Ligue.
De koning spoorde hem aan het hertogdom Brabant voor zich op te eisen en in opstand te komen tegen de oudere tak van het huis Bourgondië, namelijk die van de hertogen, die Brabant hadden herkregen na de dood van Filips van Saint-Pol in 1430. Profiterend van de dood van zijn neef Filips de Goede in juni 1467, werd Jan op 12 juli 1467 te Leuven ingehuldigd als hertog van Brabant, in plaats van Karel de Stoute, maar het was slechts een kortstondig succes, want hij slaagde er niet in zijn rechten ook te doen gelden. Desalniettemin zou hij tot op het einde van zijn leven de titel van hertog van Brabant blijven gebruiken, en zijn weduwe zou zich na zijn dood titulaire hertogin douairière van Brabant noemen.
In 1472 erfde hij het graafschap Eu van zijn oom langs moederskant Karel, hetwelk hij in 1477 verkocht aan Karel de Stoute.
Jan stierf op 25 september 1491 in Nevers en werd begraven, overeenkomstig zijn laatste wensen in de Kathedraal van Nevers, in de familiegrafkelder van de graven van Nevers uit het huis Bourgondië waar reeds zijn broer Karel (- 1464; graaf van Nevers en Rethel), diens echtgenote Marie van Albret (dochter van Karel II en tante van Françoise en Jean van Albret-Orval), alsook Jans tweede echtgenote, Pauline (of Paule) van Brosse.

## Huwelijken en kinderen

Wapen van Jan van Bourgondië, waarbij het eerste kwartier verwijst naar Bourgondië, het tweede naar Rethel, het derde naar Artesië en het vierde naar Brabant.

Hij trouwde in 1435 voor het eerst te Amiens met Jacqueline van Ailly (- 1470) dochter van Raoul van Ailly, vidame van Amiens. Uit dit eerste huwelijk had hij de volgende kinderen:
- Elisabeth, op 22 april 1455 getrouwd te Brugge met Jan I (1419 - 1481), graaf van Kleef. Jan duidde haar aan als erfgename van Nevers, maar zij stierf voor hem. Hierdoor was het haar zoon Engelbrecht van Nevers, die in 1491 graaf van Nevers werd.
- Filips, geboren in december 1446, op 7 mei 1452 gestorven te Brussel.

Weduwnaar geworden, hertrouwde hij op 30 augustus 1471 in het kasteel van Boussac met Pauline van Brosse (1450 † 1479), dochter van Jan II van Brosse, graaf van Penthièvre, en Nicole van Châtillon. Het koppel had een dochter:
- Charlotte (1472 - 1500), gravin van Rethel, trouwde in 1486 met Jan van Albret (- 1524), heer van Orval (zie ook hieronder): uit dit huwelijk kwamen de volgende graven van Rethel voort.

Hij trouwde op 11 maart 1480 voor de derde keer in Châlus-Chabrol met Françoise d'Albret (1454 - 1521), dochter van Arnaud Amanieu, heer van Orval (broer van Marie van Albret) en Isabelle van la Tour d'Auvergne, en zus van Jan van Albret-Orval (die dus eerst schoonzoon en vervolgens schoonbroer van graaf Jan van Nevers werd!), graaf van Rethel door zijn huwelijk met Charlotte.
Daarnaast had hij ook nog enkele buitenechtelijke zonen:
- Jan, die monnik was in Nevers;
- Gerard, die in leven was in 1476

En zou hij twee andere buitenechtelijke zonen hebben bij Marguerite de Ghistelles (Margaretha van Gistel):
- Peter van Nevers
- Filips van Nevers (- 1522), heer van Rosoy, in 1480 getrouwd met Marie de Roye (- 1488), en vader van Françoise, dame van Rosoy, (1480 - 1527), getrouwd met Filips van Halewyn, heer van Piennes (- 1517)

## Kwartierstaat (voorouders)
| Jan II van Frankrijk (1319-1364) | Jan II van Frankrijk (1319-1364) | Jan II van Frankrijk (1319-1364) | Jan II van Frankrijk (1319-1364) | Jan II van Frankrijk (1319-1364) | Jan II van Frankrijk (1319-1364) | Bonne van Luxemburg (1315-1349) | Bonne van Luxemburg (1315-1349) | Bonne van Luxemburg (1315-1349) | Bonne van Luxemburg (1315-1349) | Bonne van Luxemburg (1315-1349) | Bonne van Luxemburg (1315-1349) |                               |                               | Lodewijk van Male (1330-1384) | Lodewijk van Male (1330-1384) | Lodewijk van Male (1330-1384)             | Lodewijk van Male (1330-1384)             | Lodewijk van Male (1330-1384)             | Lodewijk van Male (1330-1384)             | Margaretha van Brabant (1323-1380)        | Margaretha van Brabant (1323-1380)        | Margaretha van Brabant (1323-1380) | Margaretha van Brabant (1323-1380) | Margaretha van Brabant (1323-1380) | Margaretha van Brabant (1323-1380) |  |  | Jan van Artesië (1321-1387) | Jan van Artesië (1321-1387) | Jan van Artesië (1321-1387)    | Jan van Artesië (1321-1387)    | Jan van Artesië (1321-1387)    | Jan van Artesië (1321-1387)    | Isabella van Melun (1328-1389) | Isabella van Melun (1328-1389) | Isabella van Melun (1328-1389) | Isabella van Melun (1328-1389) | Isabella van Melun (1328-1389) | Isabella van Melun (1328-1389) |                               |                               | Jan van Berry (1340-1416)     | Jan van Berry (1340-1416)     | Jan van Berry (1340-1416)                       | Jan van Berry (1340-1416)                       | Jan van Berry (1340-1416)                       | Jan van Berry (1340-1416)                       | Johanna van Armagnac (1346–1387)                | Johanna van Armagnac (1346–1387)                | Johanna van Armagnac (1346–1387) | Johanna van Armagnac (1346–1387) | Johanna van Armagnac (1346–1387) | Johanna van Armagnac (1346–1387) |  |  |  |  |  |  |  |  |  |  |  |  |  |  |  |  |  |  |  |  |  |  |  |  |  |  |  |  |  |  |  |  |  |  |  |  |  |  |  |  |  |  |  |  |  |  |  |  |
| Jan II van Frankrijk (1319-1364) | Jan II van Frankrijk (1319-1364) | Jan II van Frankrijk (1319-1364) | Jan II van Frankrijk (1319-1364) | Jan II van Frankrijk (1319-1364) | Jan II van Frankrijk (1319-1364) | Bonne van Luxemburg (1315-1349) | Bonne van Luxemburg (1315-1349) | Bonne van Luxemburg (1315-1349) | Bonne van Luxemburg (1315-1349) | Bonne van Luxemburg (1315-1349) | Bonne van Luxemburg (1315-1349) |                               |                               | Lodewijk van Male (1330-1384) | Lodewijk van Male (1330-1384) | Lodewijk van Male (1330-1384)             | Lodewijk van Male (1330-1384)             | Lodewijk van Male (1330-1384)             | Lodewijk van Male (1330-1384)             | Margaretha van Brabant (1323-1380)        | Margaretha van Brabant (1323-1380)        | Margaretha van Brabant (1323-1380) | Margaretha van Brabant (1323-1380) | Margaretha van Brabant (1323-1380) | Margaretha van Brabant (1323-1380) |  |  | Jan van Artesië (1321-1387) | Jan van Artesië (1321-1387) | Jan van Artesië (1321-1387)    | Jan van Artesië (1321-1387)    | Jan van Artesië (1321-1387)    | Jan van Artesië (1321-1387)    | Isabella van Melun (1328-1389) | Isabella van Melun (1328-1389) | Isabella van Melun (1328-1389) | Isabella van Melun (1328-1389) | Isabella van Melun (1328-1389) | Isabella van Melun (1328-1389) |                               |                               | Jan van Berry (1340-1416)     | Jan van Berry (1340-1416)     | Jan van Berry (1340-1416)                       | Jan van Berry (1340-1416)                       | Jan van Berry (1340-1416)                       | Jan van Berry (1340-1416)                       | Johanna van Armagnac (1346–1387)                | Johanna van Armagnac (1346–1387)                | Johanna van Armagnac (1346–1387) | Johanna van Armagnac (1346–1387) | Johanna van Armagnac (1346–1387) | Johanna van Armagnac (1346–1387) |  |  |  |  |  |  |  |  |  |  |  |  |  |  |  |  |  |  |  |  |  |  |  |  |  |  |  |  |  |  |  |  |  |  |  |  |  |  |  |  |  |  |  |  |  |  |  |  |
|                                  |                                  |                                  |                                  |                                  |                                  |                                 |                                 |                                 |                                 |                                 |                                 |                               |                               |                               |                               |                                           |                                           |                                           |                                           |                                           |                                           |                                    |                                    |                                    |                                    |  |  |                             |                             |                                |                                |                                |                                |                                |                                |                                |                                |                                |                                |                               |                               |                               |                               |                                                 |                                                 |                                                 |                                                 |                                                 |                                                 |                                  |                                  |                                  |                                  |  |  |  |  |  |  |  |  |  |  |  |  |  |  |  |  |  |  |  |  |  |  |  |  |  |  |  |  |  |  |  |  |  |  |  |  |  |  |  |  |  |  |  |  |  |  |  |  |
|                                  |                                  |                                  |                                  | Filips de Stoute (1342-1404)     | Filips de Stoute (1342-1404)     | Filips de Stoute (1342-1404)    | Filips de Stoute (1342-1404)    | Filips de Stoute (1342-1404)    | Filips de Stoute (1342-1404)    |                                 |                                 |                               |                               |                               |                               | Margaretha III van Vlaanderen (1350-1405) | Margaretha III van Vlaanderen (1350-1405) | Margaretha III van Vlaanderen (1350-1405) | Margaretha III van Vlaanderen (1350-1405) | Margaretha III van Vlaanderen (1350-1405) | Margaretha III van Vlaanderen (1350-1405) |                                    |                                    |                                    |                                    |  |  |                             |                             |                                |                                | Filips van Artesië (1358-1397) | Filips van Artesië (1358-1397) | Filips van Artesië (1358-1397) | Filips van Artesië (1358-1397) | Filips van Artesië (1358-1397) | Filips van Artesië (1358-1397) |                                |                                |                               |                               |                               |                               | Marie de Berry, gravin van Auvergne (1375–1434) | Marie de Berry, gravin van Auvergne (1375–1434) | Marie de Berry, gravin van Auvergne (1375–1434) | Marie de Berry, gravin van Auvergne (1375–1434) | Marie de Berry, gravin van Auvergne (1375–1434) | Marie de Berry, gravin van Auvergne (1375–1434) |                                  |                                  |                                  |                                  |  |  |  |  |  |  |  |  |  |  |  |  |  |  |  |  |  |  |  |  |  |  |  |  |  |  |  |  |  |  |  |  |  |  |  |  |  |  |  |  |  |  |  |  |  |  |  |  |
|                                  |                                  |                                  |                                  | Filips de Stoute (1342-1404)     | Filips de Stoute (1342-1404)     | Filips de Stoute (1342-1404)    | Filips de Stoute (1342-1404)    | Filips de Stoute (1342-1404)    | Filips de Stoute (1342-1404)    |                                 |                                 |                               |                               |                               |                               | Margaretha III van Vlaanderen (1350-1405) | Margaretha III van Vlaanderen (1350-1405) | Margaretha III van Vlaanderen (1350-1405) | Margaretha III van Vlaanderen (1350-1405) | Margaretha III van Vlaanderen (1350-1405) | Margaretha III van Vlaanderen (1350-1405) |                                    |                                    |                                    |                                    |  |  |                             |                             |                                |                                | Filips van Artesië (1358-1397) | Filips van Artesië (1358-1397) | Filips van Artesië (1358-1397) | Filips van Artesië (1358-1397) | Filips van Artesië (1358-1397) | Filips van Artesië (1358-1397) |                                |                                |                               |                               |                               |                               | Marie de Berry, gravin van Auvergne (1375–1434) | Marie de Berry, gravin van Auvergne (1375–1434) | Marie de Berry, gravin van Auvergne (1375–1434) | Marie de Berry, gravin van Auvergne (1375–1434) | Marie de Berry, gravin van Auvergne (1375–1434) | Marie de Berry, gravin van Auvergne (1375–1434) |                                  |                                  |                                  |                                  |  |  |  |  |  |  |  |  |  |  |  |  |  |  |  |  |  |  |  |  |  |  |  |  |  |  |  |  |  |  |  |  |  |  |  |  |  |  |  |  |  |  |  |  |  |  |  |  |
|                                  |                                  |                                  |                                  |                                  |                                  |                                 |                                 |                                 |                                 | Filips van Nevers (1389-1415)   | Filips van Nevers (1389-1415)   | Filips van Nevers (1389-1415) | Filips van Nevers (1389-1415) | Filips van Nevers (1389-1415) | Filips van Nevers (1389-1415) |                                           |                                           |                                           |                                           |                                           |                                           |                                    |                                    |                                    |                                    |  |  |                             |                             |                                |                                |                                |                                |                                |                                |                                |                                | Bonne van Artesië (1396-1425)  | Bonne van Artesië (1396-1425)  | Bonne van Artesië (1396-1425) | Bonne van Artesië (1396-1425) | Bonne van Artesië (1396-1425) | Bonne van Artesië (1396-1425) |                                                 |                                                 |                                                 |                                                 |                                                 |                                                 |                                  |                                  |                                  |                                  |  |  |  |  |  |  |  |  |  |  |  |  |  |  |  |  |  |  |  |  |  |  |  |  |  |  |  |  |  |  |  |  |  |  |  |  |  |  |  |  |  |  |  |  |  |  |  |  |
|                                  |                                  |                                  |                                  |                                  |                                  |                                 |                                 |                                 |                                 | Filips van Nevers (1389-1415)   | Filips van Nevers (1389-1415)   | Filips van Nevers (1389-1415) | Filips van Nevers (1389-1415) | Filips van Nevers (1389-1415) | Filips van Nevers (1389-1415) |                                           |                                           |                                           |                                           |                                           |                                           |                                    |                                    |                                    |                                    |  |  |                             |                             |                                |                                |                                |                                |                                |                                |                                |                                | Bonne van Artesië (1396-1425)  | Bonne van Artesië (1396-1425)  | Bonne van Artesië (1396-1425) | Bonne van Artesië (1396-1425) | Bonne van Artesië (1396-1425) | Bonne van Artesië (1396-1425) |                                                 |                                                 |                                                 |                                                 |                                                 |                                                 |                                  |                                  |                                  |                                  |  |  |  |  |  |  |  |  |  |  |  |  |  |  |  |  |  |  |  |  |  |  |  |  |  |  |  |  |  |  |  |  |  |  |  |  |  |  |  |  |  |  |  |  |  |  |  |  |
|                                  |                                  |                                  |                                  |                                  |                                  |                                 |                                 |                                 |                                 |                                 |                                 |                               |                               |                               |                               |                                           |                                           |                                           |                                           |                                           |                                           |                                    |                                    |                                    |                                    |  |  |                             |                             |                                |                                |                                |                                |                                |                                |                                |                                |                                |                                |                               |                               |                               |                               |                                                 |                                                 |                                                 |                                                 |                                                 |                                                 |                                  |                                  |                                  |                                  |  |  |  |  |  |  |  |  |  |  |  |  |  |  |  |  |  |  |  |  |  |  |  |  |  |  |  |  |  |  |  |  |  |  |  |  |  |  |  |  |  |  |  |  |  |  |  |  |
|                                  |                                  |                                  |                                  |                                  |                                  |                                 |                                 |                                 |                                 |                                 |                                 |                               |                               |                               |                               |                                           |                                           |                                           |                                           |                                           |                                           |                                    |                                    |                                    |                                    |  |  |                             |                             |                                |                                |                                |                                |                                |                                |                                |                                |                                |                                |                               |                               |                               |                               |                                                 |                                                 |                                                 |                                                 |                                                 |                                                 |                                  |                                  |                                  |                                  |  |  |  |  |  |  |  |  |  |  |  |  |  |  |  |  |  |  |  |  |  |  |  |  |  |  |  |  |  |  |  |  |  |  |  |  |  |  |  |  |  |  |  |  |  |  |  |  |
|                                  |                                  |                                  |                                  |                                  |                                  |                                 |                                 |                                 |                                 |                                 |                                 |                               |                               |                               |                               |                                           |                                           | Karel van Bourgondië (1414-1464)          | Karel van Bourgondië (1414-1464)          | Karel van Bourgondië (1414-1464)          | Karel van Bourgondië (1414-1464)          | Karel van Bourgondië (1414-1464)   | Karel van Bourgondië (1414-1464)   |                                    |                                    |  |  |                             |                             | Jan van Bourgondië (1415-1491) | Jan van Bourgondië (1415-1491) | Jan van Bourgondië (1415-1491) | Jan van Bourgondië (1415-1491) | Jan van Bourgondië (1415-1491) | Jan van Bourgondië (1415-1491) |                                |                                |                                |                                |                               |                               |                               |                               |                                                 |                                                 |                                                 |                                                 |                                                 |                                                 |                                  |                                  |                                  |                                  |  |  |  |  |  |  |  |  |  |  |  |  |  |  |  |  |  |  |  |  |  |  |  |  |  |  |  |  |  |  |  |  |  |  |  |  |  |  |  |  |  |  |  |  |  |  |  |  |

## Referentie
- Dit artikel of een eerdere versie ervan is een (gedeeltelijke) vertaling van het artikel Jean_de_Bourgogne_(1415-1491) op de Franstalige Wikipedia, dat onder de licentie Creative Commons Naamsvermelding/Gelijk delen valt. Zie de bewerkingsgeschiedenis aldaar.